# Navarredonda y San Mamés
Navarredonda y San Mamés là một đô thị trong Cộng đồng Madrid, Tây Ban Nha. Đô thị này có diện tích 27,44 km², dân số theo điều tra năm 2010 của Viện thống kê quốc gia Tây Ban Nha là 140 người. Đô thị này nằm ở khu vực có độ cao mét trên mực nước biển.

## Biến động dân số
| 1991 | 1996 | 2001 | 2004 | 2006 | 2008 |
| ---- | ---- | ---- | ---- | ---- | ---- |
| 79   | 99   | 106  | 137  | 144  | 151  |